# Eichstätt
Eichstätt je německé velké okresní město ve spolkovém státě Bavorsko, v zemském okrese Eichstätt. Toto univerzitní město leží v přírodním parku Altmühltal a je okresním městem. Eichstätt je nejmenším univerzitním městem v Evropě, sídlí zde Katolická univerzita Eichstätt-Ingolstadt, a své sídlo zde má i biskupství Eichstätt.

## Poloha a geografie
Město leží přibližně v geografickém středu Bavorska v půlce cesty mezi velkými bavorskými centry Mnichovem, Norimberkem a Augsburgem a má i dobré dopravní spojení s Řeznem. Eichstätt je považován jako hlavní sídlo jednoho z velkých německých přírodních parků - přírodního parku Altmühltal. Na severu města začíná Franská Alba. Město leží na řece Altmühl.
Nejvyšší bod je Stadtberg s nadmořskou výškou 525 metrů, nejnižší bod 410 m n. m. se nachází v blízkosti nádraží.

## Historie
První stopy osídlení člověkem v Eichstättu jsou datovány do 10. tisíciletí př. n. l. Město později vzniklo zřejmě na troskách římského vojenského tábora.
Eichstätt patřil původně k území vévodství západogermánského kmene Bajuvarů (původní název pro Bavory). V průběhu staletí pak patřil také pod správu ze Švábska a z Frank.
Díky územní reformě z roku 1972 vznikl nejsevernější zemský okres Horních Bavor Eichstätt z dřívějšího středofranckého okresu Eichstätt spojením s dřívější hornobavorskou severní částí zemského okresu Ingolstadt.

## Zajímavosti
Poblíž města leží slavné paleontologické naleziště Solnhofen, známé objevy svrchnojurských "praptáků" rodu Archaeopteryx a Wellnhoferia nebo neptačích teropodů rodu Compsognathus a Juravenator. Tyto nálezy mají stáří asi 153-148 milionů let a představují někdejší svrchnojurské souostroví v rámci střední Evropy.

## Politika

### Současná
Starostou obce je Arnulf Neumeyer z SPD.

### Primátoři a starostové
- 1825-1847: Joseph Holl
- 1847–1849: Carl Nar
- 1849–1885: George Fehlner
- 1885–1896: Karl Schneider
- 1896–1919: Eduard Mager
- 1919–1934: Otto Betz
- 1934–1938: Walter Krauss
- 1938–1941: Edgar Emmert
- 1941–1945: Hans Rösch
- 1945–1948: Romuald Blei
- 1948–1949: Richard Jaeger
- 1949–1952: Romuald Blei
- 1952–1976: Hans Hutter
- 1976–1994: Ludwig Kärtner
- 1994–2012: Arnulf Neumeyer
- 2012–dosud: Andreas Steppberger

## Partnerská města
- Bolca, Itálie
- Chrastava, Česko
- Puné, Indie